# Горлюха ястребинковая
Горлю́ха ястреби́нковая, также Горлюха ястребинкови́дная, Горлюха ястребинколи́стная (лат. Pícris hieracioídes), — многолетнее травянистое растение семейства Сложноцветные, вид рода Горлюха (Picris).

## Ботаническое описание

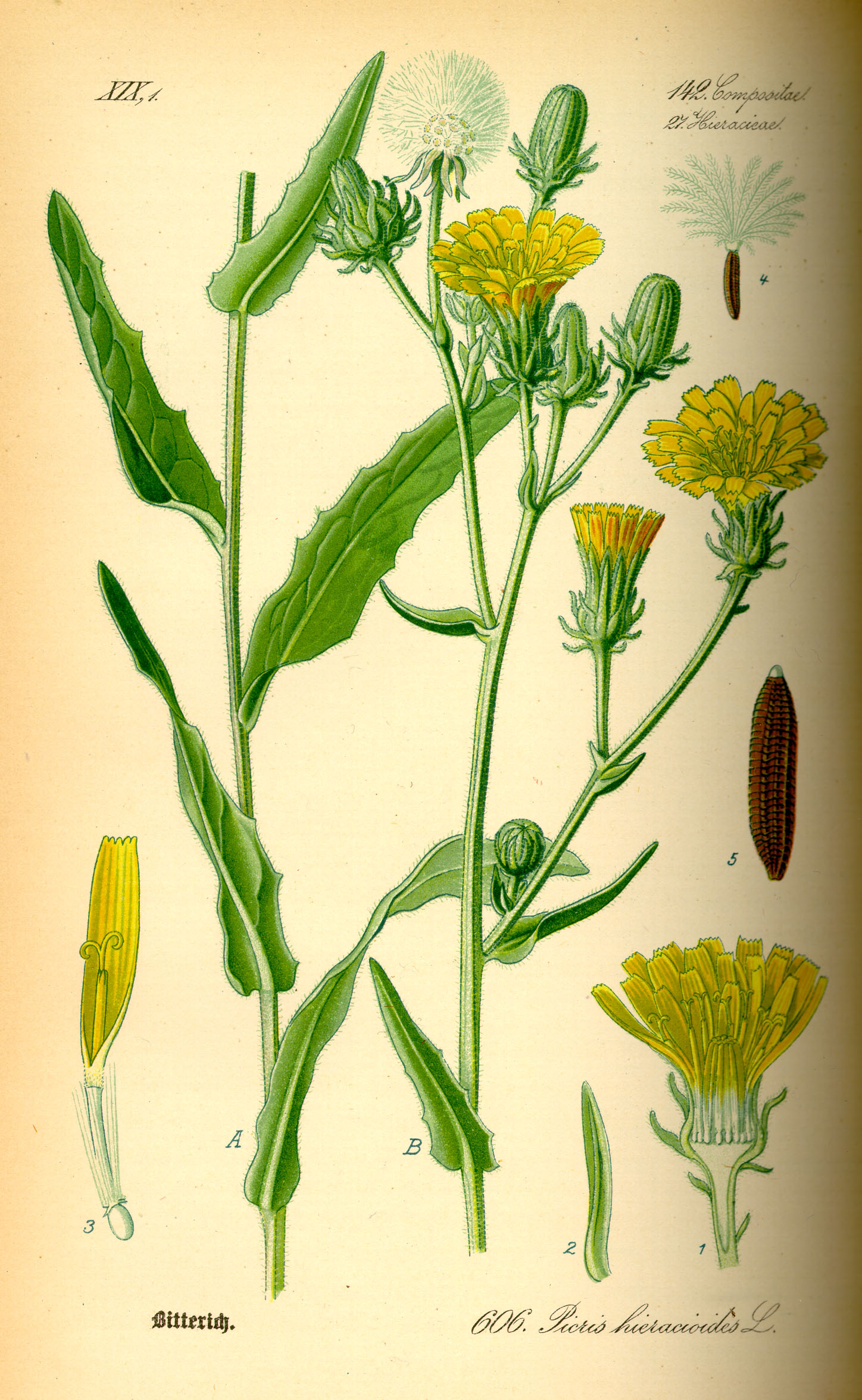

Двулетнее или многолетнее травянистое растение с толстым стержневым корнем. Стебель (15)30—100(145) см высотой, прямостоячий, бледно-зелёный, иногда коричневато-фиолетовый, жёсткий, бороздчатый, облиственный, ветвистый, покрытый редкими до многочисленных жёсткими разветвлёнными и якоревидными волосками.
Листья желтовато-зелёные сверху, снизу более светлые, иногда с сиреневым оттенком, покрыты обычно многочисленными простыми, разветвлёнными и якоревидными волосками. Пластинка прикорневых и нижних стеблевых листьев 6—20 см длиной и 1—5 см шириной, ланцетная, яйцевидная, узкоэллиптическая или продолговатая, цельнокрайная или выемчато-зубчатая, суженная в короткий черешок. Средние и верхние стеблевые листья сидячие и в той или иной степени стеблеобъемлющие, сходные с нижними, меньше их по размеру.
Корзинки 2—4 см в диаметре, верхушечные, цветоносы с короткими извилистыми и различной длины простыми, ветвистыми и якоревидными волосками. Обёртка многорядная, листочки её 9—15 мм длиной, зелёные, иногда черноватые, линейно-ланцетные до узкоэллиптических, голые или с извилистыми и простыми, ветвистыми или якоревидными, иногда черноватыми, волосками. Цветки все язычковые, ярко-жёлтые, краевые — с внешней стороны часто с красноватой прожилкой.
Плоды — семянки красно-коричневого цвета, веретеновидные, немного изогнутые, 3—6 мм длиной, тонкоморщинистые, с двурядным кремовым хохолком 5—6 мм длиной.
Диплоидный набор хромосом — 2n = 10.

## Распространение
Евроазиатское растение, в России встречающееся от Европейской части до Западной Сибири. Завезено в Северную Америку и Юго-Восточную Африку.

## Таксономия

### Синонимы
- Crepis hieracioides (L.) Lam., 1779
- Hieracium muricellum Fr., 1862
- Hedypnois hieracioides (L.) Huds., 1778
- Picris auriculata Sch.Bip., 1863
- Picris corymbosa Gren. & Godr., 1850
- Picris grandiflora Ten., 1830
- Picris kelleriana Arv.-Touv., 1903
- Picris longifolia Boiss. & Reut., 1852
- Picris paleacea Vest, 1824
- Picris rielii Sennen, 1930
- Picris rigida Ledeb. ex Spreng., 1826
- Picris ruderalis F.W.Schmidt ex Willd., 1803
- Picris setulosa Guss. ex Ces., Pass. & Gibelli, 1878
- Picris sonchoides Vest, 1820
- Picris spinulosa Bertol. ex Guss., 1844
- Picris stricta Jord., 1848
- Picris tatrae Borbás, 1902
- Picris undulata Dulac, 1867, nom. illeg.
- Picris villarsii Jord., 1848

и другие.